# Endereçamento HOST
O endereço HOST (ou hospedeiro), em termos de endereçamento de rede, ou a porção ID de um endereço IP, é a porção usada para identificar HOSTS, ou seja, qualquer dispositivo requerendo uma interface de placa de rede, como um pc ou uma impressora em rede. O ID de rede, em contraste, é a porção do endereço que refere a rede em si.
Todo endereço local tem um endereço de rede usando a definição CIDR para esta sub-rede, ou em outras palavras com uma máscara de sub-rede. O ID de rede são os primeiros 30 bits, já a porção HOST são os últimos 2 bits. Trocando esses dois bits, pode-se criar o seguinte endereço IP:
11000000.10101000.00000001.000000 - 00 (192.168.1.0, endereço de rede)
11000000.10101000.00000001.000000 - 01 (192.168.1.1, primeiro endereço usável na sub rede)
11000000.10101000.00000001.000000 - 10 (192.168.1.2, último endereço usável na sub rede)
11000000.10101000.00000001.000000 - 11 (192.168.1.3, endereço de broadcast para a sub rede)
Quanto mais bits forem reservados a identificar os hosts, menos possibilidades de rede terão.